# Bourzanga (departamento)
Bourzanga é um departamento ou comuna da província de Bam no Burkina Faso. A sua capital é a cidade de Bourzanga.
Em 1 de julho de 2018 tinha uma população estimada em 67903 habitantes.